# Glycaspis vara
Glycaspis vara är en insektsart som beskrevs av Moore 1977. Glycaspis vara ingår i släktet Glycaspis och familjen rundbladloppor. Inga underarter finns listade i Catalogue of Life.